# Oresjnik
Oresjnik (Russisch: Орешник, Hazelaar) is een Russische hypersonische middellangeafstandsraket.
Het is een ballistische raket die een snelheid van mach 11 haalt en als MIRV zes conventionele koppen met explosieven draagt.
Het is een verdere ontwikkeling van de RS-26 Roebezj.
Op 21 november 2024 lanceerde Rusland een Oresjnik van Kapoestin Jar naar de raketfabriek Pivdenmasj in Dnipro als doelwit, 700 km verder.
Daarop heeft de Russische president Vladimir Poetin de serieproductie ervan bevolen.